# Контрол върху промените (софтуер)
Контрол върху промените (на английски: Change control) като част от системите за управление на качеството и ИТ системите е формален процес, който цели да направи така, че промените върху продукт или система са въведени по контролиран и координиран начин. Това редуцира възможността нежелани промени да бъдат въведени в системата без предварително обмисляне и също въвеждането по този начин на грешки в системата или отменянето на други промени, въведени от други потребители на дадения софтуер. Целите на тази процедура обикновено включват минимално възпрепятстване или прекъсване на услугите, редуциране на връщанията назад, както и оскъпяващи ползвания на ресурси, включени в прилаганата промяна.
|  | Тази страница частично или изцяло представлява превод на страницата Change control в Уикипедия на английски. Оригиналният текст, както и този превод, са защитени от Лиценза „Криейтив Комънс – Признание – Споделяне на споделеното“, а за съдържание, създадено преди юни 2009 година – от Лиценза за свободна документация на ГНУ. Прегледайте историята на редакциите на оригиналната страница, както и на преводната страница, за да видите списъка на съавторите. ВАЖНО: Този шаблон се отнася единствено до авторските права върху съдържанието на статията. Добавянето му не отменя изискването да се посочват конкретни източници на твърденията, които да бъдат благонадеждни. |